# Associazione Calcio Riunite Messina 1987-1988
Questa voce raccoglie le informazioni riguardanti l'Associazioni Calcio Riunite Messina nelle competizioni ufficiali della stagione 1987-1988.

## Stagione
Nella stagione 1987-1988 il Messina disputa il secondo campionato cadetto consecutivo ed è ancora affidato alle abili competenze del professor Franco Scoglio. I giallorossi con 35 punti ottengono una tranquilla dodicesima posizione, conducendo un percorso regolare in campionato, regolarità manifestata con 18 punti conquistati nel girone di andata e 17 raccolti nel girone di ritorno, senza mai patire i timori della bassa classifica. Nella prima parte del girone di ritorno il Messina si avvicinò alla zona promozione, ma mancarono i risultati in trasferta che avrebbero consentito di raggiungere le prime posizioni (complessivamente fuori casa i biancoscudati subirono ben 14 sconfitte su 19 incontri). 
In estate la rosa era stata svecchiata e rinnovata: erano stati ceduti la maggior parte dei cosiddetti "bastardi di Scoglio", cioè dei componenti della squadra che nelle ultime tre stagioni era stata protagonista di campionati straordinari (tra gli altri andarono via Mancuso, Papis, Romolo Rossi, Bellopede, Venditelli e Diodicibus). A inizio stagione, dopo la disputa della Coppa Italia, fu ceduto alla Juventus anche il forte terzino Nicolò Napoli, poi sostituito a ottobre da Marco De Simone, prelevato dal Catania. 
Consacrazione definitiva per il centravanti palermitano Salvatore Schillaci arrivato al suo sesto campionato con i giallorossi, autore di 15 reti, di cui 2 in Coppa Italia e 13 in campionato senza calciare rigori. Ottima anche la stagione del centrocampista lucano Giuseppe Catalano, autore di 11 reti, delle quali 7 su calcio di rigore.
Nella Coppa Italia il Messina disputa il primo girone di qualificazione, che promuove agli ottavi di finale il Bologna ed il Verona. In questa stagione nelle partite di qualificazione la vittoria è premiata con 3 punti, mentre se si pareggia vanno calciati i tiri di rigore, che valgono 2 punti alla squadra che li vince, mentre alla perdente resta 1 punto. I giallorossi sperimentano questo regolamento nella quinta giornata di Coppa Italia, con il pareggio 1-1 contro il Bologna, che diventa 4-2 per il Messina ai rigori.

## Divise e sponsor
Lo sponsor tecnico per la stagione 1987-1988 fu Adidas, mentre lo sponsor ufficiale Bellamacina Cover.
| Casa | Trasferta |

## Rosa
| N. |                   | Ruolo | Calciatore        |
| -- | ----------------- | ----- | ----------------- |
|    | Italia (bandiera) | P     | Franco Paleari    |
|    | Italia (bandiera) | P     | Enrico Nieri      |
|    | Italia (bandiera) | D     | Andrea Cuicchi    |
|    | Italia (bandiera) | D     | Stefano Da Mommio |
|    | Italia (bandiera) | D     | Nicolò Napoli     |
|    | Italia (bandiera) | D     | Giuseppe Grimaudo |
|    | Italia (bandiera) | D     | Marco De Simone   |
|    | Italia (bandiera) | D     | Stefano Di Chiara |
|    | Italia (bandiera) | D     | Paolo Doni        |
|    | Italia (bandiera) | D     | Paolo Petitti     |
|    | Italia (bandiera) | D     | Massimo Susic     |
|    | Italia (bandiera) | D     | Gabriele Zamagna  |
|    | Italia (bandiera) | C     | Onofrio Barone    |

| N. |                   | Ruolo | Calciatore                 |
| -- | ----------------- | ----- | -------------------------- |
|    | Italia (bandiera) | C     | Giuseppe Catalano          |
|    | Italia (bandiera) | C     | Francesco Cuccovillo       |
|    | Italia (bandiera) | C     | Tiziano De Patre           |
|    | Italia (bandiera) | C     | Guido Di Fabio             |
|    | Italia (bandiera) | C     | Enrico Venditelli          |
|    | Italia (bandiera) | C     | Renzo Gobbo                |
|    | Italia (bandiera) | C     | Giuseppe Manari            |
|    | Italia (bandiera) | C     | Lorenzo Mossini            |
|    | Italia (bandiera) | C     | Luciano Orati              |
|    | Italia (bandiera) | C     | Angelo Pierleoni           |
|    | Italia (bandiera) | A     | Franco Lerda               |
|    | Italia (bandiera) | A     | Antonio Maurizio Schillaci |
|    | Italia (bandiera) | A     | Salvatore Schillaci        |

## Risultati

### Serie B

#### Girone di andata
| Arbitro: | Fiorenza (Siena) |

|                         |           |                 |
| Valigi 12’ Simonini 82’ | Marcatori | 2’ S. Schillaci |

| Arbitro: | Novi (Pisa) |

|             |           |  |
| Mossini 55’ | Marcatori |  |

| Arbitro: | Luci (Firenze) |

|                           |           |  |
| Palanca 31’ Bongiorni 45’ | Marcatori |  |

| Arbitro: | Nicchi (Arezzo) |

|              |           |  |
| Catalano 90’ | Marcatori |  |

| Arbitro: | Sguizzato (Verona) |

|                                  |           |              |
| Stringara 40’ Marronaro 69’, 90’ | Marcatori | 32’ Di Fabio |

| Parma 18 ottobre 1987 6ª giornata | Parma          | 0 – 0 | Messina | Stadio Ennio Tardini\| Arbitro: \| Tarallo (Como) \| |
| Arbitro:                          | Tarallo (Como) |       |         |                                                      |

| Arbitro: | Esposito (Torre del Greco) |

|  |           |             |
|  | Marcatori | 66’ Chiorri |

| Arbitro: | Nicchi (Arezzo) |

|                              |           |          |
| Mossini 26’ S. Schillaci 45’ | Marcatori | 52’ Bivi |

| Arbitro: | Gava (Conegliano) |

|  |           |                     |
|  | Marcatori | 45’ (rig.) Catalano |

| Arbitro: | Coppetelli (Tivoli) |

|                    |           |  |
| Gregori 50’ (aut.) | Marcatori |  |

| Arbitro: | Bruni (Arezzo) |

|                 |           |  |
| Dalla Costa 69’ | Marcatori |  |

| Arbitro: | Guidi (Bologna) |

|                      |           |  |
| Turchetta 70’ (rig.) | Marcatori |  |

| Arbitro: | Tarallo (Como) |

|                                                       |           |  |
| Catalano 44’ (rig.) A. Schillaci 86’ S. Schillaci 90’ | Marcatori |  |

| Arbitro: | Quartuccio (Torre Annunziata) |

|               |           |              |
| Tovalieri 41’ | Marcatori | 48’ Catalano |

| Arbitro: | Calabretta (Catanzaro) |

|                  |           |             |
| S. Schillaci 42’ | Marcatori | 87’ Rabitti |

| San Benedetto del Tronto 3 gennaio 1988 16ª giornata | Sambenedettese  | 0 – 0 | Messina | Stadio Riviera delle Palme\| Arbitro: \| Guidi (Bologna) \| |
| Arbitro:                                             | Guidi (Bologna) |       |         |                                                             |

| Messina 10 gennaio 1988 17ª giornata | Messina         | 0 – 0 | Piacenza | Stadio San Vito\| Arbitro: \| Pucci (Firenze) \| |
| Arbitro:                             | Pucci (Firenze) |       |          |                                                  |

| Arbitro: | Gava (Conegliano) |

|                        |           |          |
| Moriero 56’ Panero 85’ | Marcatori | 72’ Doni |

| Arbitro: | Longhi (Roma) |

|                                      |           |                              |
| Catalano 47’ (rig.) S. Schillaci 79’ | Marcatori | 24’ Garlini 44’ El. Nicolini |

#### Girone di ritorno
| Arbitro: | Nicchi (Arezzo) |

|                               |           |                     |
| Catalano 10’ S. Schillaci 63’ | Marcatori | 86’ (rig.) Simonini |

| Arbitro: | Pucci (Firenze) |

|                            |           |  |
| Susic 3’ (aut.) Savino 10’ | Marcatori |  |

| Arbitro: | Coppetelli (Tivoli) |

|          |           |  |
| Doni 42’ | Marcatori |  |

| Arbitro: | Magni (Bergamo) |

|              |           |  |
| Firicano 55’ | Marcatori |  |

| Arbitro: | Paparesta (Bari) |

|              |           |              |
| Catalano 56’ | Marcatori | 32’ Pradella |

| Arbitro: | Tuveri (Cagliari) |

|                                                    |           |  |
| Da Mommio 13’ Catalano 33’ (rig.) S. Schillaci 87’ | Marcatori |  |

| Cremona 27 marzo 1988 26ª giornata | Cremonese | 0 – 0 | Messina | Stadio Giovanni Zini\| Arbitro: \| Nicchi \| |
| Arbitro:                           | Nicchi    |       |         |                                              |

| Arbitro: | Longhi (Roma) |

|          |           |  |
| Bivi 33’ | Marcatori |  |

| Arbitro: | Novi (Pisa) |

|                                    |           |                  |
| Di Fabio 56’ S. Schillaci 70’, 81’ | Marcatori | 30’ Magnocavallo |

| Arbitro: | Frigerio (Milano) |

|                                  |           |                  |
| Ambu 2’ Marulla 69’ Di Carlo 84’ | Marcatori | 35’ S. Schillaci |

| Arbitro: | Beschin (Legnago) |

|                            |           |              |
| S. Schillaci 32’, 78’, 90’ | Marcatori | 81’ De Vitis |

| Messina 1º maggio 1988 31ª giornata | Messina           | 0 – 0 | Brescia | Stadio Giovanni Celeste\| Arbitro: \| Dal Forno (Ivrea) \| |
| Arbitro:                            | Dal Forno (Ivrea) |       |         |                                                            |

| Arbitro: | Frigerio (Milano) |

|                           |           |  |
| Perrone 54’ Maiellaro 68’ | Marcatori |  |

| Arbitro: | Bailo (Novi Ligure) |

|                               |           |  |
| Lerda 58’ Catalano 60’ (rig.) | Marcatori |  |

| Arbitro: | Coppetelli (Tivoli) |

|                          |           |           |
| Rabitti 49’ Sorbello 56’ | Marcatori | 84’ Susic |

| Arbitro: | Pucci (Firenze) |

|                        |           |                                 |
| Lerda 44’ Catalano 76’ | Marcatori | 55’ Faccini 70’ (aut.) Di Fabio |

| Arbitro: | Guidi (Bologna) |

|                  |           |  |
| Madonna 17’, 87’ | Marcatori |  |

| Arbitro: | Baldas (Trieste) |

|          |           |                      |
| Doni 61’ | Marcatori | 79’ (aut.) Da Mommio |

| Arbitro: | Sguizzato (Verona) |

|             |           |  |
| Garlini 80’ | Marcatori |  |

### Coppa Italia

#### Primo girone
| Arbitro: | Coppetelli (Tivoli) |

|  |           |               |
|  | Marcatori | 2’ Rizzitelli |

| Arbitro: | Novi (Pisa) |

|                            |           |                  |
| Pacione 15’ Di Gennaro 74’ | Marcatori | 87’ S. Schillaci |

| Arbitro: | Esposito (Torre del Greco) |

|                                         |           |               |
| S. Schillaci 23’ Barone 53’ Cuicchi 90’ | Marcatori | 70’ Paganelli |

| Arbitro: | Calabretta (Catanzaro) |

|                  |           |  |
| Lerda 42’ (rig.) | Marcatori |  |

| Arbitro: | Tarallo (Como) |

|                                           |                      |                                 |
| Catalano 79’ (rig.)                       | Marcatori            | 74’ (rig.) Poli                 |
| Lerda Catalano Napoli Manari S. Schillaci | Tiri di rigore 4 – 2 | Stringara Quaggiotto Poli Luppi |

## Statistiche

### Statistiche di squadra
| Competizione | Punti | In casa | In casa | In casa | In casa | In casa | In casa | In trasferta | In trasferta | In trasferta | In trasferta | In trasferta | In trasferta | Totale | Totale | Totale | Totale | Totale | Totale | DR |
| Competizione | Punti | G       | V       | N       | P       | Gf      | Gs      | G            | V            | N            | P            | Gf           | Gs           | G      | V      | N      | P      | Gf     | Gs     | DR |
| ------------ | ----- | ------- | ------- | ------- | ------- | ------- | ------- | ------------ | ------------ | ------------ | ------------ | ------------ | ------------ | ------ | ------ | ------ | ------ | ------ | ------ | -- |
| Serie B      | 35    | 19      | 11      | 7       | 1       | 29      | 12      | 19           | 1            | 4            | 14           | 7            | 26           | 38     | 12     | 11     | 15     | 36     | 38     | -2 |
| Coppa Italia | 8     | 4       | 2       | 1       | 1       | 5       | 3       | 1            | 0            | 0            | 1            | 1            | 2            | 5      | 2      | 1      | 2      | 6      | 5      | +1 |
| Totale       |       | 23      | 13      | 8       | 2       | 34      | 15      | 20           | 1            | 4            | 15           | 8            | 28           | 43     | 14     | 12     | 17     | 42     | 43     | -1 |

### Statistiche dei giocatori
| Giocatore     | Serie B  | Serie B | Serie B     | Serie B    | Coppa Italia | Coppa Italia | Coppa Italia | Coppa Italia | Totale   | Totale | Totale      | Totale     |
| Giocatore     | Presenze | Reti    | Ammonizioni | Espulsioni | Presenze     | Reti         | Ammonizioni  | Espulsioni   | Presenze | Reti   | Ammonizioni | Espulsioni |
| ------------- | -------- | ------- | ----------- | ---------- | ------------ | ------------ | ------------ | ------------ | -------- | ------ | ----------- | ---------- |
| O. Barone     | -        | -       | -           | -          | 2            | 1            | ?            | ?            | 2        | 1      | 0+          | 0+         |
| G. Catalano   | 37       | 10      | ?           | ?          | 4            | 1            | ?            | ?            | 41       | 11     | ?           | ?          |
| F. Cuccovillo | 9        | 0       | ?           | ?          | -            | -            | -            | -            | 9        | 0      | 0+          | 0+         |
| A. Cuicchi    | -        | -       | -           | -          | 3            | 1            | ?            | ?            | 3        | 1      | 0+          | 0+         |
| S. Da Mommio  | 24       | 1       | ?           | ?          | 5            | 0            | ?            | ?            | 29       | 1      | ?           | ?          |
| T. De Patre   | 1        | 0       | ?           | ?          | 4            | 0            | ?            | ?            | 5        | 0      | ?           | ?          |
| M. De Simone  | 28       | 0       | ?           | ?          | -            | -            | -            | -            | 28       | 0      | 0+          | 0+         |
| S. Di Chiara  | 19       | 0       | ?           | ?          | -            | -            | -            | -            | 19       | 0      | 0+          | 0+         |
| G. Di Fabio   | 28       | 2       | ?           | ?          | -            | -            | -            | -            | 28       | 2      | 0+          | 0+         |
| P. Doni       | 37       | 3       | ?           | ?          | 5            | 0            | ?            | ?            | 42       | 3      | ?           | ?          |
| R. Gobbo      | 24       | 0       | ?           | ?          | 1            | 0            | ?            | ?            | 25       | 0      | ?           | ?          |
| F. Lerda      | 29       | 2       | ?           | ?          | 5            | 1            | ?            | ?            | 34       | 3      | ?           | ?          |
| G. Manari     | 21       | 0       | ?           | ?          | 5            | 0            | ?            | ?            | 26       | 0      | ?           | ?          |
| L. Mossini    | 34       | 2       | ?           | ?          | 5            | 0            | ?            | ?            | 39       | 2      | ?           | ?          |
| N. Napoli     | -        | -       | -           | -          | 5            | 0            | ?            | ?            | 5        | 0      | 0+          | 0+         |
| E. Nieri      | 24       | -24     | ?           | ?          | 2            | -2           | ?            | ?            | 26       | -26    | ?           | ?          |
| L. Orati      | 16       | 0       | ?           | ?          | 1            | 0            | ?            | ?            | 17       | 0      | ?           | ?          |
| F. Paleari    | 14       | -14     | ?           | ?          | 3            | -3           | ?            | ?            | 17       | -17    | ?           | ?          |
| P. Petitti    | 37       | 0       | ?           | ?          | 5            | 0            | ?            | ?            | 42       | 0      | ?           | ?          |
| A. Pierleoni  | 11       | 0       | ?           | ?          | 5            | 0            | ?            | ?            | 16       | 0      | ?           | ?          |
| A. Schillaci  | 12       | 1       | ?           | ?          | -            | -            | -            | -            | 12       | 1      | 0+          | 0+         |
| S. Schillaci  | 37       | 13      | ?           | ?          | 5            | 2            | ?            | ?            | 42       | 15     | ?           | ?          |
| G. Zamagna    | 5        | 0       | ?           | ?          | -            | -            | -            | -            | 5        | 0      | 0+          | 0+         |